# エクセライザー
エクセライザー（EXERIZER）は、1987年にジャレコが発売したアーケードゲーム。
本作は、『エクセリオン』の続編にあたるシューティングゲームである。日本国外では"Sky Fox"というタイトルで発売された。
2017年現在、家庭用はどの機種にも移植されていない。

## ストーリー
外宇宙から地球に迫る黒い影・・・果たして地球の運命は？超可変戦闘機「エクセライザー」を操って黒い影の脅威を阻止せよ！

## 概要
基本的に前作「エクセリオン」のゲームシステムを踏襲しているが、最も特徴であった自機の慣性が廃止されており、操作性は快適になったものの、前作とはプレイ感覚が大きく異なる。
8方向レバー2ボタン方式、一度に1発しか画面上に発射できないが弾数が無制限のミサイルと、連射できるビームを状況に応じて使い分ける。自機にはパワー残量の概念があり、ビームを撃つとパワーを消費し、一部の敵を撃墜して出現するパワーパーツをキャッチすることでパワーを補充できる。前作と異なり、敵を撃墜しただけではパワーは補充されない。
現在の残りパワーが50発たまるごとに自機が7段階に変形し、移動速度が増加するほか、最大で一度に7発同時にビームを発射するが、そのぶん1回のビーム発射での消費パワーも多くなる。段階およびビームの同時発射数は、自機後部の噴射口の数でも判別できる。300発で最強の形態の7段階目となる。ビームを発射してパワーがその形態に必要な値を下回ると即座に一つ下の段階に戻る。パワーはミスしても次の残機に引き継がれ、最後の一機がやられたときに残りパワーが300あると、1プレイに1度だけ、そのパワーを残機のかわりに消費して復活できる。
自機も敵も表示キャラクターが大きいのが特徴だが、地面の擬似3Dスクロールする背景は廃止され、星がちらつく宇宙空間の面のみの構成となった。敵も派手な蛍光色だったり、宇宙空間にもかかわらず謎の生身で水着姿の女性ばかりであったりと、他のエクセリオンシリーズと比較して世界観が異色。
なお、ゲーム中に登場する隕石は”クシャクシャに丸めた紙”を実写で取り込んだ物を加工してドット化している。